# 奈佐節
1. 奈佐節

奈佐節（なさぶし）は、兵庫県豊岡市奈佐地区（旧奈佐村）一帯で歌い継がれている踊りで、六条さんとも呼ばれる。

## 由来
「六条さん」は、本来は西本願寺法主のことであり、法如が1780年（安永9年）に城崎温泉へ下向した際、奈佐も訪れたことに奈佐節の由来を求める見方もあるが、異なる見方も提示されている。
上田平雄は、『奈佐誌』の中で「奈佐節はこの災害を契機として生まれたものである」と記し、1780年の長雨と大規模な洪水よる奈佐の窮状を耳にした法如が城崎から奈佐に向かい、これを福成寺部落の中村宇八が喜んで踊ったことが奈佐節の起源だとしている。児島義一も上田とほぼ同様で、法如は舟で奈佐に入ったと述べている。
山口久喜は、法如が奈佐に立ち寄ったとする記録は無いと指摘している。
萩原一郎は、前奏が気比に伝わる「祭文踊」のメロディーとほぼ同じであることから、「六条さん」の曲節はもともと祭文であり、本願寺及び法如側の布教師によって「六条さん」の歌や踊りが円山川下流域に広められたとしている。
小谷茂夫は、曲が中世に発生したのち、歌詞が法如の城崎来訪に際しての歓迎歌として生まれたとしている。

## 経過
昭和時代の初めごろまで「六条さん」は円山川下流一帯で盆踊りや農閑期の「ならし踊り」として踊られていた。
1949年（昭和24年）12月に奈佐中学校（当時）の校長と教諭が奈佐節の保存・普及を企画し、1950年4月に郷土民謡保存会が設置された。
1971年8月に開催された「但馬文教府開設10周年記念」の舞台には「奈佐節（六条さん）」の名称で出演し、1977年から1981年に『豊岡市史』上巻が編纂されたころには奈佐川流域で歌い継がれるのみとなっていたようである。
1996年（平成8年）9月2日に豊岡市指定無形民俗文化財となった。
2006年（平成18）の時点で奈佐節保存会が伝承組織であり、豊岡市立奈佐小学校でのクラブ活動を指導している。

## 音声・実演画像
奈佐節の音声・歴史・実演画像などは豊岡市立奈佐小学校ホームページ「奈佐節History」（2019年2月9日閲覧）にも掲載されている。

## その他
奈佐節とは別に「京仙さん節」として奈佐地区において愛唱されている踊りもあり、南北朝時代に由来が遡るという。
1977年1月の奈佐公民館（当時）での聴き取り調査によると、西本願寺参拝講があった。